# Cesare Rubini
Cesare Rubini (Trieste, 2 novembre 1923 – Milano, 8 febbraio 2011) è stato un pallanuotista, cestista, allenatore di pallacanestro e allenatore di pallanuoto italiano.
È stato uno dei più versatili e vincenti atleti italiani, campione di pallanuoto e pallacanestro, al punto da essere uno dei pochi atleti al mondo inseriti nelle Hall of Fame in due sport differenti. È infatti membro del Naismith Memorial Basketball Hall of Fame dal 1993 in qualità di allenatore di pallacanestro e dell'International Swimming Hall of Fame dal 2000.
Dal 2006 il suo nome figura anche tra i membri dell'Italia Basket Hall of Fame e dal 2013 nel FIBA Hall of Fame.
Nel 2015 è stato inserito nella Walk of Fame del Coni
Il 2 ottobre 2022, l'Olimpia Milano intitola ufficialmente il suo parquet delle partite casalinghe, presso il Mediolanum Forum, "Cesare Rubini Court".

## Carriera
È nato con il cognome Rubcich da padre croato dalmata e da madre montenegrina, prendendo un cognome italiano dopo il trattato di Rapallo del 1920.

### Gli inizi
Cesare Rubini muove i suoi primi passi sportivi presso il liceo Oberdan di Trieste. Qui inizia a giocare a pallacanestro e si diploma nel 1941. Il campionato nazionale di basket 1942 lo gioca nella Triestina. Successivamente, gioca per l'Olimpia Milano. Intanto cresce in lui l'amore per la pallanuoto.
Si iscrive all'Università degli Studi di Trieste e nel 1945 diventa capitano della Nazionale universitaria di pallacanestro ed è eletto miglior giocatore della stagione. Da questo momento inizierà a raccogliere successi in entrambi gli sport da lui amati: la pallanuoto e la pallacanestro.
Nel 1946 conquista la medaglia d'argento con la Nazionale di pallacanestro agli Europei di Ginevra e l'anno successivo si laurea campione europeo di pallanuoto a Monte Carlo. Nel 1947 assume il ruolo di allenatore-giocatore dell'Olimpia Milano. Sempre nel 1947 riceve le convocazioni nazionali sia nella pallacanestro che nella pallanuoto.

### Le vittorie nella pallanuoto
Il medesimo problema si ripresenterà l'anno successivo, il 1948. Cesare Rubini però sceglie lo sport che in quel momento gli dà maggiore soddisfazione. E così con la Nazionale di pallanuoto, capitanata da Mario Majoni, conquista l'oro ai Giochi di Londra battendo in finale l'Olanda. Ed è proprio con Rubini che nascerà il "Settebello d'oro", del quale diventerà capitano (con Majoni allenatore) alle olimpiadi di Helsinki del 1952 e agli europei di Torino del 1954, collezionando in entrambe le occasioni una medaglia di bronzo, dietro ad Ungheria e Jugoslavia.
Anche nella pallanuoto Rubini sarà allenatore-giocatore, e conquisterà 6 titoli italiani con la Canottieri Olona di Milano, la Rari Nantes Napoli e il Camogli, oltre ad allenare nel 1954 la Roma . Disputerà inoltre 84 incontri con la Nazionale, 42 dei quali in veste di capitano.

### Il trionfo con l'Olimpia Milano

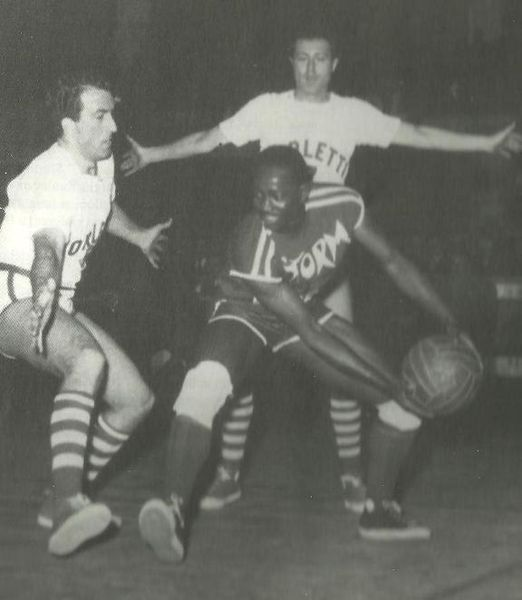
Milano, 9 gennaio 1955, Borletti batte Storm Varese 59-56: una fase di gioco con Yogi Bough contrastato da Rubini (a sinistra) e Stefanini (dietro).

Negli stessi anni consegue numerosi e importanti successi anche dal punto di vista cestistico, giocando nell'Olimpia Milano di Adolfo Bogoncelli. Rubini disputa 39 incontri con la maglia azzurra prendendo parte agli europei di Ginevra, dove l'Italia conquista il secondo posto, ed agli europei di Praga, di Parigi e di Mosca. Inoltre conquista 5 campionati italiani consecutivi (dal 1950 al 1954), tutti come giocatore-allenatore dell'Olimpia Milano.
Si dedica esclusivamente al ruolo di allenatore a partire dal 1957, vincendo nove scudetti. In questi anni realizza anche un primato, stabilendo un record di 322 vittorie e 28 sconfitte. In totale, Rubini ha vinto 501 incontri alla guida dell'Olimpia. Da allenatore, con la conquista della Coppa dei Campioni nel 1966 e le due Coppe delle Coppe nel 1971 e nel 1972, raggiunge i primi successi internazionali della pallacanestro italiana. Sempre nel 1972 l'Olimpia Milano conquista anche il campionato italiano e la Coppa Italia.  In seguito è stato nominato presidente onorario dell'Olimpia Milano.

### Gli anni da dirigente e la Nazionale
A partire dal 1976 Rubini diviene dirigente della Federazione Italiana Pallacanestro, dimostrando anche le sue capacità manageriali. Come responsabile della Nazionale, ha contribuito all'argento alle Olimpiadi di Mosca del 1980, all'oro agli Europei di Nantes del 1983, all'argento agli Europei di Roma del 1991 e al bronzo degli Europei di Stoccarda del 1985.
Cesare Rubini muore a Milano all'età di 87 anni, in seguito alle complicazioni di una broncopolmonite. Riposa nel cimitero di Lambrate a Milano.

## Palmarès

### Pallanuoto

#### Club
- Campionato italiano: 6

Canottieri Olona: 1947
R.N. Napoli: 1949, 1950
Camogli: 1952, 1953, 1955

#### Nazionale
- Oro olimpico: 1

Italia: Londra 1948
- Bronzo olimpico: 1

Italia: Helsinki 1952
- Oro ai campionati europei: 1

Italia: Montecarlo 1947
- Bronzo ai campionati europei: 1

Italia: Torino 1954
- Oro ai Giochi del Mediterraneo: 1

Italia: Barcellona 1955

### Pallacanestro

#### Giocatore-Allenatore
- Campionato italiano: 6

Olimpia Milano: 1949-50, 1950-51, 1951-52, 1952-53, 1953-54, 1956-57

#### Allenatore

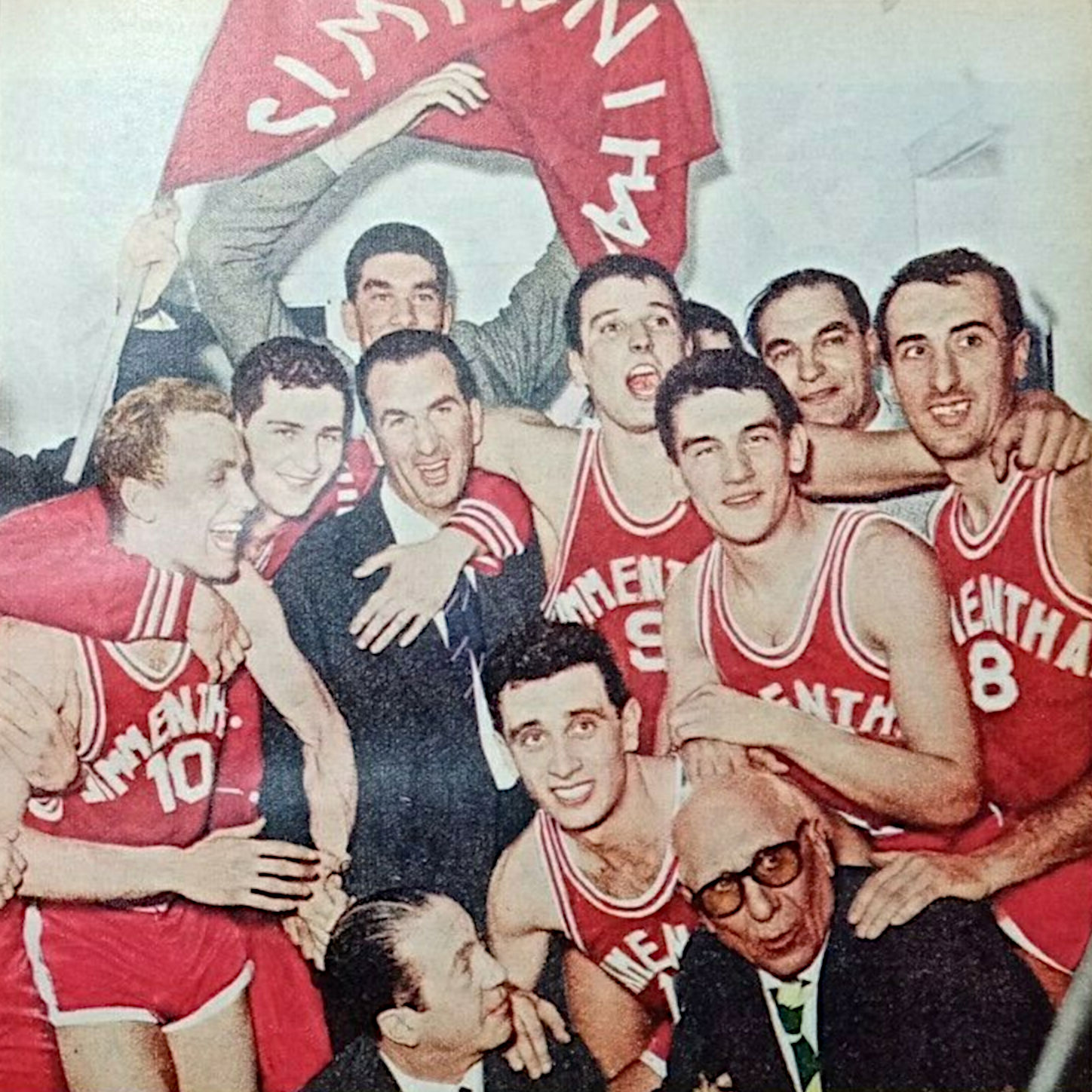
Rubini, divenuto coach della Simmenthal Milano, attorniato dai suoi giocatori al termine del vittorioso spareggio scudetto del campionato 1961-62 contro la Ignis Varese.

- Campionato italiano: 9 (record)

Olimpia Milano: 1957-58, 1958-59, 1959-60, 1961-62, 1962-63, 1964-65, 1965-66, 1966-67, 1971-72
- Coppa Italia: 1

Olimpia Milano: 1972
- Coppa dei Campioni: 1

Olimpia Milano: 1965-66
- Coppa delle Coppe: 2

Olimpia Milano: 1970-71, 1971-72

### Riconoscimenti
Senza mai dimenticare l'amore per la pallanuoto, Cesare Rubini ha ricoperto un ruolo talmente fondamentale e importante per l'ascesa della pallacanestro italiana a livello internazionale (prima come giocatore, poi come allenatore e infine come dirigente) da essere inserito nel 1994 nella Basketball Hall of Fame (primo italiano di sempre), massimo riconoscimento cestistico internazionale. Fa inoltre parte dell'Italia Basket Hall of Fame.
Nel 2000 è stato inserito anche nella International Swimming Hall of Fame, la Hall of Fame internazionale degli sport acquatici, per i suoi successi nella pallanuoto. È l'unico sportivo ad essere stato inserito nella Hall of Fame di due differenti sport. Nel 1994 gli è stato conferito il premio San Giusto d'Oro dai cronisti del Friuli Venezia Giulia. Il 25 maggio 2011 il PalaTrieste, Palazzetto dello Sport di Trieste, è stato ufficialmente intitolato a Cesare Rubini. Nel maggio 2015, una targa a lui dedicata fu inserita nella Walk of Fame dello sport italiano a Roma, riservata agli ex-atleti italiani che si sono distinti in campo internazionale. Il 7 dicembre 2004 è stato premiato dal comune di Milano con la medaglia d'oro nel corso dell'Ambrogino d'Oro.